# Нінтавур-11
Грама Ніладхарі Нінтавур-11 (№ 41A) — Грама Ніладхарі підрозділу ОС Нінтавур, округ Ампара, Східна провінція, Шрі-Ланка.

## Демографія
| Населення (2007) | Населення (2007) | Населення (2007) | Населення (2007) | Населення (2007) |
| Населення        | Чоловіки         | Жінки            | Діти             | Дорослі          |
| ---------------- | ---------------- | ---------------- | ---------------- | ---------------- |
| 1306             | 568              | 738              | 396              | 910              |